# Francis Cromie
Francis Newton Allen Cromie, född 30 januari 1882, död 31 augusti 1918, var en brittisk sjömilitär.
Cromie blev underlöjtnant 1901, löjtnant 1903 och kapten 1915. Cromie var en av Storbritanniens sjöhjältar under första världskriget, och sänkte bland annat 7 november 1915 den tyska kryssaren Undine. Under tjänstgöring som marinattaché i Petrograd dödades han av bolsjevikerna under en företagen razzia mot det brittiska ambassadhotellet.